# Windows Server 2003
El windows Server 2003 és un sistema operatiu desenvolupat per Microsoft com a successor del Windows 2000 server. La primera versió, presentada el 24 d'abril del 2003 es trobava només disponible per a entorns de 32 bits, però la segona versió (SP1) ja aparegué en 32 bits i 64 bits, convertint el Windows 2003 server en el primer sistema operatiu de Microsoft en 64 bits.
L'última revisió del sistema operatiu fou la versió R2 que inclou una seria de millores per gestionar els entorns empresarials, comercialitzada el febrer del 2006.